# Atajurt Kazakh Human Rights
Atajurt Kazakh Human Rights (каз. Атажұрт қазақ адам құқығы, AKHR) — самая крупная независимая правозащитная организация в Казахстане ставящая своей целью защиту прав казахов в Китае.

## Цели и задачи организации
Права человека в Казахстане является больной темой так как по данным ООН, в стране не соблюдаются права человека. Начале своего пути, организация исключительно занималась защитой прав казахов в Китае. Но после того как власти Казахстана в 2019 году закрыли штаб организации а лидера признали виновным по статьи «порча государственного флага», Atajurt Kazakh Human Rights поставила цель защищать права граждан непосредственно в самой стране. После январских протестов, организация принимает видео жалобы от граждан которые пострадали от властей Казахстана и передаёт западным политикам и правозащитникам. Организация также помогает людям юридический а также предоставляет адвоката если имеется возможность.

## История организации
В 2008 году лидер организации Серикжан Билаш начал свою деятельность с города Урумчи. А именно принимал жалобы в письменной форме от казахов которых не впускали в этническую родину. Позже организация начало принимать только видео обращении, так как, люди которые писали письменное жалобу, после давление со стороны посольство, отказывались от своих жалоб или даже писали заявление на саму организацию взамен на одобрение визы. В 2019 году на организация, власти Казахстана начали оказывать давление а летом это же года арестовали лидера Серикжана Билаша тем самым создав шум во всех иностранных СМИ. В 2022 году организация вновь открыла свой офис в городе Алматы по улице Жибек Жолы 50. На данный момент организация предаёт к огласке нарушение прав человека в Казахстане а также защищает права тех кто был незаконно задержан во время январских протестов. Организация принимает жалобы только в видео формате и только в Телеграм. С февраля 2022 года, заявление можно дать прямо в офисе, но власти страны ни разу не регистрировали организацию ссылаясь на разные причины.

### Лидеры организации
1. Серикжан Билаш, основатель.
2. Бекзат Мақсұтханұлы, глава штаба в Алматы.